# 陸軍築城部
陸軍築城部（りくぐんちくじょうぶ）は、大日本帝国陸軍の機関の一つ。防御営造物（要塞の砲台等）の建築などを行い、後に要塞の備砲工事も担当した。

## 概要
1874年（明治7年）第一から第六の工兵方面が設置され、要塞の建築等を担当したが、当初は兵舎等の建築が主なもので、要塞については築城個所も決定していなかったため堡塁砲台の建築は行わなかった。1880年（明治13年）4月、観音崎と三軒家間の軍道を着工し、同年6月、いよいよ工兵第一方面が観音崎第1砲台（東京湾要塞）の建設工事を開始した。1882年（明治15年）陸軍臨時建築署が設置され、東京湾の砲台工事を本格的に実施した。1886年（明治19年）陸軍臨時建築署が廃止され工兵方面が砲台工事の担当に復帰したが、同年11月、臨時砲台建築部が設置され同部が1891年（明治24年）3月に廃止されるまで、工兵方面は砲台工事に関して臨時砲台建築部の指揮を受けた。
1897年（明治30年）9月、工兵方面を廃止し築城部が設置され、要塞の砲台建設を担当した。1932年（昭和7年）7月、築城部は陸軍築城部に改称し、陸軍兵器廠が担当していた要塞の備砲工事業務が移管された。
太平洋戦争の戦局悪化に伴い、各軍管区などに要員が必要とされ、それに伴い陸軍築城部は1945年（昭和20年）4月29日に廃止された。

## 沿革
- 1869年（明治2年）- 築造局設置[6]
- 1874年（明治7年）- 工兵第一方面（東京）、同第二方面（仙台）、同第三方面（名古屋）、同第四方面（大阪）、同第五方面（広島）、同第六方面（熊本）設置[2][6]
- 1882年（明治15年）10月 - 陸軍臨時建築署設置[6]
- 1883年（明治16年）- 工兵方面を工兵第一方面（東京）、工兵第二方面（大阪）に改編[6]。
- 1886年（明治19年）
  - 3月 - 工兵方面条例が改正され陸軍臨時建築署を廃止[6]。
  - 11月 - 臨時砲台建築部設置[6]。
- 1891年（明治24年）3月 - 臨時砲台建築部廃止[6]
- 1893年（明治26年）- 工兵方面条例を改正し工兵第一方面と工兵第二方面を統合[6]。
- 1896年（明治29年）- 工兵方面を工兵第一方面（東京）、工兵第二方面（大阪）、工兵第三方面（小倉）に改編[6]。
- 1897年（明治30年）９月 - 築城部条例制定し工兵方面を廃止し築城部を設置[6]。本部は麹町区富士見町4丁目（元工兵方面本署跡）に開庁[5]。
- 1903年（明治36年）- 築城部条例改正[7]
- 1912年（大正元年）12月 - 本部が麹町区代官町竹橋西側に移転[5]。
- 1920年（大正9年）
  - 要塞整理[7]
  - 奄美大島、父島、澎湖島、豊予に築城支部設置[7]。
  - 築城部条例改正[7]
- 1922年（大正11年）4月 - 要塞再整理[7]
- 1932年（昭和7年）- 陸軍築城部令制定[7]
- 1937年（昭和12年）8月 - 本部が麹町区隼町に移転[5]。
- 1941年（昭和16年）12月 - 本部が三宅坂陸軍省跡に移転[5]。
- 1944年（昭和19年）6月 - 本部が豊島区池袋立教大学校舎に移転[5]。
- 1945年（昭和20年）4月29日 - 軍編制改編により陸軍築城部解散[5][7]。

## 歴代本部長
※『日本陸海軍総合事典 第2版』318頁による。
- 石本新六 大佐：1897年9月15日 - 1902年4月17日
- 取扱 石本新六 少将：1902年5月3日 - 1903年5月1日
- 児玉徳太郎 少将：1903年5月1日 - 1904年2月23日
- 兼任 福原信蔵 少将：1904年2月23日 - 1905年11月30日
- 榊原昇造 少将：1905年11月30日 - 1909年8月1日
- 村田惇 中将：1909年8月1日 - 1914年5月1日
- 阿部貞次郎 少将：1914年5月1日 - 1916年8月11日
- 松井庫之助 少将：1916年8月11日 - 1922年8月15日
- 谷田繁太郎 中将：1922年8月15日 - 1925年5月1日
- 福井策三 中将：1925年5月1日 - 1927年7月26日
- 山内静夫 少将：1927年7月26日 - 1932年8月8日
- 高橋真八 少将：1932年8月8日 – 1935年8月1日
- 松井命 少将：1935年8月1日 - 1936年3月7日
- 佐竹保治郎 少将：1936年3月7日 – 1939年3月9日
- 野口正義 少将：1939年3月9日 - 1942年8月1日
- 秋山徳三郎 中将：1942年8月1日 – 1943年12月27日
- 木村経広 中将：1943年12月27日 - 1944年7月18日
- 千葉熊治 少将：1944年7月18日 - 1945年4月7日
- 井上作巳 中将：1945年4月7日[8] -